# Ribozima del virus de hepatitis delta

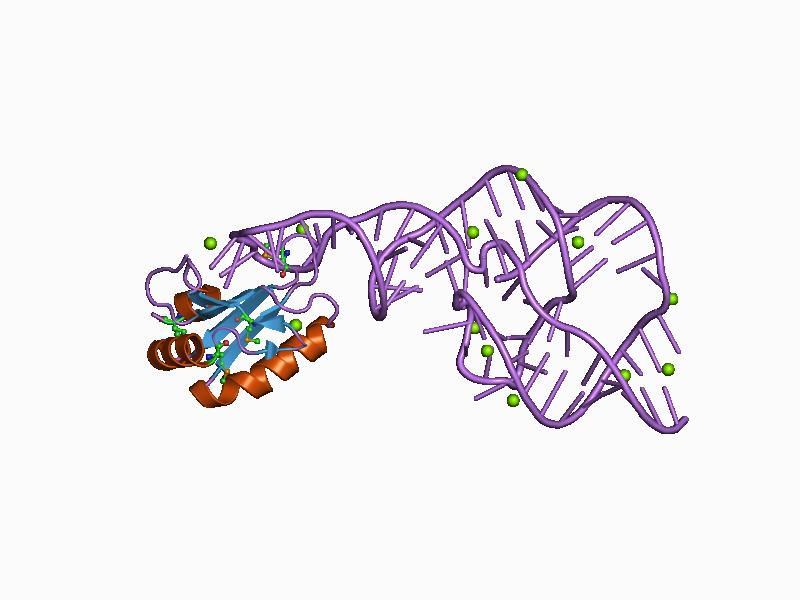
Representación de la estructura 3D de la ribozima del virus de hepatitis delta.

La ribozima del virus de hepatitis delta (VHD) es una secuencia de ARN no codificante en el virus de hepatitis delta necesaria para la replicación viral y es el único ejemplo de un ARN catalítico asociado a un virus animal. La ribozima actúa procesando secuencias transcritas de ARN en unidades con el largo necesario en una reacción de autoescisión.
La estructura del cristal de esta ribozima ha sido resuelta utilizando cristalografía de rayos X y muestra cinco segmentos conectados por un pseudonudo doble.
La replicación del ADN viral produce multímeros lineales de ARN genómico y antigenómico, los cuales también poseen la actividad de autoescisión. La versión antigenómica no es una secuencia complementaria exacta, pero adopta la misma estructura que la hebra genómica. La única diferencia significativa entre las dos es un pequeño abultamiento en el tallo P4 y una unión J4/2 más corta.
La estructura de la ribozima del virus de hepatitis delta está estructuralmente y bioquímicamente relacionada con la ribozima mamífera CPEB3. Secuencias no relacionadas con alta similitud a la ribozima VHD han evolucionado mediante evolución convergente en algunos retrotransposones (por ejemplo, en el elemento de ARN R2 en insectos y en el L1Tc y probablemente otros retrotransposones en tripanosomátidos).